# Mouazé
 Mouazé  es una población y comuna francesa, situada en la región de Bretaña, departamento de Ille y Vilaine, en el distrito de Rennes y cantón de Saint-Aubin-d'Aubigné.

## Demografía
| 405 | 388 | 553 | 723 | 809 | 917 |
| Para los censos de 1962 a 1999 la población legal corresponde a la población sin duplicidades (Fuente: INSEE [Consultar]) |     |     |     |     |     |